# Есекьой
Есекьой (на румънски: Esechioi) е село в окръг Кюстенджа, Северна Добруджа, Румъния.

## История
До 1940 година в Есекьой има българско население, което се изселва в България по силата на подписаната през септември същата година Крайовската спогодба.

## Личности
Родени в Есе кьой
- Антон Великов Антонов (1894 – 1944), български комунистически деец[1]